# Луїза Прусська (1829—1901)
Луїза Прусська, повне ім'я Марія Луїза Анна Прусська, (нім. Marie Luise Anna von Preußen), (нар. 1 березня 1829 — пом. 10 травня 1901) — прусська принцеса з династії Гогенцоллернів, донька принца Карла Прусського та Марії Саксен-Веймар-Айзенаської, дружина ландграфа Гессен-Філіпшталь-Бархфельдського Алексіса.

## Біографія
Луїза народилась 1 березня 1829 року в Берліні. Вона була другою дитиною і старшою донькою в родині принца Карла Прусського та його дружини Марії Саксен-Веймар-Айзенаської. Дівчинка мала старшого на рік брата Фрідріха Карла, а за сім років з'явилась молодша сестра Анна.
Королівством Пруссія в цей час правив їхній дід Фрідріх-Вільгельм III.
Резиденціями родини були Палац принца Карла в Берліні та замок Ґлініке поблизу Потсдама. Сім'я жила заможним життям. Батько був відомим колекціонером та меценатом. Матір доводилась небогою правлячому імператору Російської імперії Миколі I.

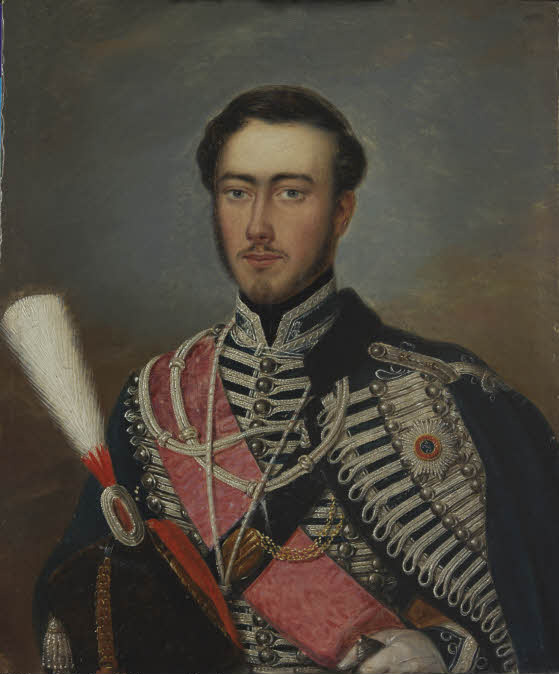
Алексіс Гессен-Філіпшталь-Бархфельдський

У віці 24 років Луїза пошлюбилася із 23-річним принцом Алексісом Гессен-Філіпшталь-Бархфельдським. Весілля пройшло 27 червня 1854 у палаці Шарлоттенбург в Берліні. Невдовзі, правлячий ландграф Гессен-Філіпшталь-Бархфельда Карл помер, і Алексіс успадкував батьківські володіння.
Шлюб був бездітним, і за дев'ять років подружжя розійшлося. Розлучення було оформлене 6 березня 1861. Алексіс більше не одружувався. 1866-го території ландграфства відійшли Пруссії.
Луїза у 1873 році придбала за 130 000 гульденів замок Монфор на Боденському озері. Там вона проводила багато часу, особливо влітку, до самої смерті у 1901 році.
Луїза пішла з життя 10 травня 1901 у Франкфурті у віці 72 років. Поховали її, як і брата, у лісовій церкві святих Петра і Павла в берлінському районі Ванзеє.

## Нагороди
- Орден Луїзи (Королівство Пруссія).